# Felben-Wellhausen
Felben-Wellhausen – miejscowość i gmina (Politische Gemeinde) w północno-wschodniej Szwajcarii, w kantonie Turgowia, w okręgu (Bezirk) Frauenfeld. Leży nad rzeką Thur. 

## Demografia
W Felben-Wellhausen mieszkają 2 974 osoby. W 2021 roku 21,1% populacji gminy stanowiły osoby urodzone poza Szwajcarią. 

## Osoby

### urodzone w Felben-Wellhausen
- Jonas Hiller, hokeista

## Transport
Przez teren gminy przebiegają autostrada A7 oraz drogi główne nr 1 i nr 14.